# دیرک مایر
دیرک مایر (انگلیسی: Dirk Meier؛ زادهٔ ۲۸ ژانویهٔ ۱۹۶۴) ورزشکار دوچرخه‌سواری پیست اهل آلمان بود.
وی در مسابقات کشوری و بین‌المللی در مجموع برندهٔ ۳ مدال نقره شده‌است.